# Bodilprisen for bedste birolle
Bodilprisen for bedste birolle er en filmpris, der bliver uddelt ved den årlige Bodilprisuddeling arrangeret af foreningen Danske Filmkritikere. Prisens formål er at hylde den bedste præstation i en birolle. Prisen blev uddelt for første gang i den 78. Bodilprisuddeling i 2025, hvor den erstattede de to kønsopdelte birolle-priser; "Bedste mandlige birolle" og "Bedste kvindelige birolle". Prisens nominerede antal steg ved introduktionen fra fem til syv nominerede.

## Vindere og nominerede

### 2020'erne
| År                           | Skuespiller | Rolle             | Film |
| ---------------------------- | ----------- | ----------------- | ---- |
| 2025                         |             |                   |      |
| Lars Ranthe                  | Peter       | Fuld af kærlighed |      |
| Albert Rudbeck Lindhardt     | Adam        | Vejen hjem        |      |
| Asta Kamma August            | Lærke       | Kalak             |      |
| Flora Ofelia Hofmann Lindahl | Cille       | Birthday Girl     |      |
| Karen-Lise Mynster           | Alma        | Madame Ida        |      |
| Sebastian Bull               | Mikkel      | Vogter            |      |
| Stine Stengade               | Helen       | Fuld af kærlighed |      |